# Хотынецкий район
Хотыне́цкий район — административно-территориальная единица (район) и муниципальное образование (муниципальный район) в Орловской области России.
Площадь — 805,6 км².
Население — 7911 чел. (2023).
Административный центр — посёлок городского типа Хотынец.

## География
Район расположен на северо-западе области.
Территория района носит неровный характер. Большая часть территории расположена на высоте 215—235 м над уровнем моря.
Время
Хотынецкий район, как и вся Орловская область, находится в часовой зоне МСК (московское время). Смещение применяемого времени относительно UTC составляет +3:00.

### Климат
Климат района умеренно-континентальный (в классификации Кёппена — Dfb). Удалённость от моря и  взаимодействующие между собой северо-западные океанические и восточные континентальные массы воздуха определяют характер погоды. Зима умеренно прохладная. Периодически похолодания меняются оттепелями. Лето неустойчивое, со сменяющимися периодами сильной жары и прохлады. Среднегодовая температура воздуха составляет +5 °C — +6 °C.
Атмосферные осадки выпадают в умеренном количестве, по месяцам распределяются неравномерно — наибольшее их количество выпадает в летнее время. Среднегодовое количество осадков 550—600 мм.
Продолжительность безморозного периода составляет 145—150 дней.
Почвы
Район представляет зону переходных почв от подзолистых к чернозёмам, большая часть почв — серые лесные, оподзоленные чернозёмы. Значительная часть земли подвержена водной эрозии.
Водные ресурсы
Основные реки — Вытебеть, Лубна, Обельна, Орлик, Орлица, Мощёнка, Радовищи, Цон, Селище, Изнань, Ракитня, Нугрь, Песочня, Вортуш, Вербник, руч. Житовский, руч. Воронец.

## История
Согласно административному делению Орловской губернии 1890 года, территория Хотынецкого района относилась к Карачевскому уезду. В 1920 году образована Брянская губерния, в состав которой вошёл Карачевский уезд.
Район образован 17 июня 1929 года в составе Брянского округа Западной области.
1 января 1932 года район был ликвидирован, а его территория была присоединена к Карачевскому району.
21 августа 1939 года Хотынецкий район был восстановлен в составе Орловской области.
В 1963—1965 годах территория Хотынецкого района временно входила в состав сначала Урицкого, а затем Шаблыкинского районов.
12 января 1965 года вновь создан Хотынецкий район.
23 августа 1985 года из состава района выделен Знаменский район.

## Население
| 1959   | 1970    | 1979    | 1989    | 2002    | 2009    | 2010    | 2012  | 2013  |
| ------ | ------- | ------- | ------- | ------- | ------- | ------- | ----- | ----- |
| 25 288 | ↗32 818 | ↘22 852 | ↘13 032 | ↘12 098 | ↘11 851 | ↘10 183 | ↘9922 | ↘9751 |
| 2014   | 2015    | 2016    | 2017    | 2018    | 2019    | 2020    | 2021  | 2023  |
| ↘9523  | ↘9352   | ↗9353   | ↗9421   | ↘9376   | ↘9353   | ↘9319   | ↘8022 | ↘7911 |

### Урбанизация
В городских условиях (пгт Хотынец) проживают 44,42 % населения района.

### Национальный состав
По итогам переписи населения 2020 года проживали следующие национальности (национальности менее 0,1 % и другое, см. в сноске к строке «Другие»):
| Национальность | Численность, чел. | Доля     |
| -------------- | ----------------- | -------- |
| Русские        | 7307              | 91,09 %  |
| Турки          | 156               | 1,94 %   |
| Армяне         | 87                | 1,08 %   |
| Азербайджанцы  | 55                | 0,69 %   |
| Таджики        | 32                | 0,40 %   |
| Украинцы       | 27                | 0,34 %   |
| Узбеки         | 13                | 0,16 %   |
| Молдаване      | 10                | 0,12 %   |
| Другие         | 335               | 4,18 %   |
| Итого          | 8022              | 100,00 % |

Конфессиональный состав
Большинство населения считает себя православными. Есть также мусульмане.

## Административно-муниципальное устройство
Хотынецкий район в рамках административно-территориального устройства включает 8 сельсоветов и 1 посёлок городского типа.
В рамках организации местного самоуправления на территории района созданы 9 муниципальных образований, в том числе 1 городское и 8 сельских поселений:
| № | Муниципальное образование                | Административный центр     | Количество населённых пунктов | Население (чел.) | Площадь (км²) |
| - | ---------------------------------------- | -------------------------- | ----------------------------- | ---------------- | ------------- |
| 1 | городское поселение Хотынец              | пгт Хотынец                | 1                             | ↘3514            | 10,34         |
| 2 | Аболмасовское сельское поселение         | село Воейково              | 11                            | ↘656             | 61,34         |
| 3 | Алехинское сельское поселение            | деревня Алехино            | 16                            | ↘447             | 142,757       |
| 4 | Богородицкое сельское поселение          | село Богородицкое          | 13                            | ↘479             | 108,77        |
| 5 | Ильинское сельское поселение             | село Ильинское             | 7                             | ↘643             | 145,542       |
| 6 | Краснорябинское сельское поселение       | село Красные Рябинки       | 17                            | ↗539             | 98,25         |
| 7 | Меловское сельское поселение             | деревня Кукуевка           | 9                             | ↘687             | 85,742        |
| 8 | Студёновское сельское поселение          | деревня Студёнка           | 7                             | ↘207             | 40,25         |
| 9 | Хотимль-Кузмёнковское сельское поселение | деревня Хотимль-Кузмёнково | 11                            | ↘739             | 112,609       |

## Населённые пункты
В Хотынецком районе 92 населённых пункта.
| №  | Населённый пункт   | Тип     | Население | Муниципальное образование                |
| -- | ------------------ | ------- | --------- | ---------------------------------------- |
| 1  | Аболмасово         | деревня | ↘126      | Аболмасовское сельское поселение         |
| 2  | Абросимово         | деревня | 52        | Аболмасовское сельское поселение         |
| 3  | Алексеевка         | деревня | 20        | Меловское сельское поселение             |
| 4  | Алехино            | деревня | ↘229      | Алехинское сельское поселение            |
| 5  | Алисово            | село    | 26        | Хотимль-Кузмёнковское сельское поселение |
| 6  | Баздрево           | деревня | 25        | Богородицкое сельское поселение          |
| 7  | Балкашинский       | посёлок | 0         | Богородицкое сельское поселение          |
| 8  | Басово             | деревня | 1         | Краснорябинское сельское поселение       |
| 9  | Башмаково          | деревня | 1         | Алехинское сельское поселение            |
| 10 | Березина           | посёлок | 0         | Алехинское сельское поселение            |
| 11 | Березуевка         | деревня | 26        | Аболмасовское сельское поселение         |
| 12 | Богатищево         | деревня | 1         | Богородицкое сельское поселение          |
| 13 | Богородицкое       | село    | ↘587      | Богородицкое сельское поселение          |
| 14 | Большие Рябинки    | село    | ↘114      | Краснорябинское сельское поселение       |
| 15 | Большое Нарышкино  | деревня | 0         | Алехинское сельское поселение            |
| 16 | Большое Юрьево     | деревня | ↘385      | Алехинское сельское поселение            |
| 17 | Бредихин           | посёлок | 0         | Богородицкое сельское поселение          |
| 18 | Булатово-1         | деревня | ↘107      | Ильинское сельское поселение             |
| 19 | Булатово-2         | деревня | ↘30       | Ильинское сельское поселение             |
| 20 | Вербник            | село    | 13        | Богородицкое сельское поселение          |
| 21 | Воейково           | село    | ↘286      | Аболмасовское сельское поселение         |
| 22 | Воротынцево        | деревня | 1         | Краснорябинское сельское поселение       |
| 23 | Восход             | посёлок | 0         | Студёновское сельское поселение          |
| 24 | Горки              | село    | ↘74       | Богородицкое сельское поселение          |
| 25 | Грачёвка           | деревня | 42        | Студёновское сельское поселение          |
| 26 | Гуюкин Лог         | посёлок | 1         | Аболмасовское сельское поселение         |
| 27 | Девять Дубов       | село    | 26        | Алехинское сельское поселение            |
| 28 | Демидовка          | посёлок | 0         | Краснорябинское сельское поселение       |
| 29 | Добрый Путь        | посёлок | 5         | Краснорябинское сельское поселение       |
| 30 | Дубрава            | деревня |           | Краснорябинское сельское поселение       |
| 31 | Дубрава            | посёлок |           | Студёновское сельское поселение          |
| 32 | Елагино            | деревня | 4         | Краснорябинское сельское поселение       |
| 33 | Жердево            | деревня | 9         | Краснорябинское сельское поселение       |
| 34 | Жудерский          | посёлок | ↗318      | Хотимль-Кузмёнковское сельское поселение |
| 35 | Жудре              | деревня | ↘118      | Хотимль-Кузмёнковское сельское поселение |
| 36 | Звезда             | посёлок | ↘439      | Меловское сельское поселение             |
| 37 | Изморознь          | деревня | 0         | Хотимль-Кузмёнковское сельское поселение |
| 38 | Ильинский          | посёлок | 1         | Студёновское сельское поселение          |
| 39 | Ильинское          | село    | ↘613      | Ильинское сельское поселение             |
| 40 | Калиновка          | деревня | 0         | Краснорябинское сельское поселение       |
| 41 | Клеймёново         | деревня | 19        | Студёновское сельское поселение          |
| 42 | Ключевая           | деревня | 1         | Алехинское сельское поселение            |
| 43 | Ключ-Колодезь      | посёлок | 0         | Алехинское сельское поселение            |
| 44 | Конёвка            | деревня | 7         | Меловское сельское поселение             |
| 45 | Коськово           | деревня | 6         | Краснорябинское сельское поселение       |
| 46 | Красная Поляна     | посёлок | 53        | Аболмасовское сельское поселение         |
| 47 | Красные Рябинки    | село    | ↘240      | Краснорябинское сельское поселение       |
| 48 | Крутое             | деревня | 0         | Хотимль-Кузмёнковское сельское поселение |
| 49 | Кукуевка           | деревня | ↘366      | Меловское сельское поселение             |
| 50 | Луковец            | посёлок | 1         | Краснорябинское сельское поселение       |
| 51 | Льгов              | село    | ↘130      | Ильинское сельское поселение             |
| 52 | Макаровский        | посёлок | 1         | Аболмасовское сельское поселение         |
| 53 | Малое Нарышкино    | деревня | 0         | Алехинское сельское поселение            |
| 54 | Малое Юрьево       | деревня | 38        | Алехинское сельское поселение            |
| 55 | Маяки              | деревня | 11        | Богородицкое сельское поселение          |
| 56 | Меловое            | село    | 14        | Меловское сельское поселение             |
| 57 | Мощёное            | село    | ↘140      | Аболмасовское сельское поселение         |
| 58 | Музалевка          | деревня | 9         | Меловское сельское поселение             |
| 59 | Назаровка          | деревня | 55        | Аболмасовское сельское поселение         |
| 60 | Нива Свободы       | посёлок | 61        | Аболмасовское сельское поселение         |
| 61 | Никольское         | село    | ↘179      | Краснорябинское сельское поселение       |
| 62 | Новиковский        | посёлок | 0         | Богородицкое сельское поселение          |
| 63 | Новокульнево       | деревня | 5         | Алехинское сельское поселение            |
| 64 | Обельна            | деревня | 1         | Алехинское сельское поселение            |
| 65 | Образцово          | деревня | 54        | Меловское сельское поселение             |
| 66 | Пеньково           | деревня | 8         | Хотимль-Кузмёнковское сельское поселение |
| 67 | Петрово            | деревня | 1         | Краснорябинское сельское поселение       |
| 68 | Прилепы            | деревня | 14        | Богородицкое сельское поселение          |
| 69 | Пырятинка          | деревня | 8         | Алехинское сельское поселение            |
| 70 | Пятницкое          | село    | 23        | Богородицкое сельское поселение          |
| 71 | Радовище           | деревня | 9         | Ильинское сельское поселение             |
| 72 | Свободка           | посёлок | 1         | Краснорябинское сельское поселение       |
| 73 | Сидоровец          | посёлок | 1         | Богородицкое сельское поселение          |
| 74 | Скворцово          | деревня | ↘154      | Хотимль-Кузмёнковское сельское поселение |
| 75 | Сорокина           | деревня | 13        | Краснорябинское сельское поселение       |
| 76 | Старое             | село    | 4         | Ильинское сельское поселение             |
| 77 | Строево            | деревня | 11        | Хотимль-Кузмёнковское сельское поселение |
| 78 | Студёнка           | деревня | ↘286      | Студёновское сельское поселение          |
| 79 | Телегино           | деревня | 1         | Студёновское сельское поселение          |
| 80 | То-Поле            | посёлок | 0         | Алехинское сельское поселение            |
| 81 | Трубечина          | деревня | ↘0        | Алехинское сельское поселение            |
| 82 | Уричи              | посёлок | 0         | Хотимль-Кузмёнковское сельское поселение |
| 83 | Успенский          | посёлок | 0         | Ильинское сельское поселение             |
| 84 | Холчёвка           | деревня | 23        | Алехинское сельское поселение            |
| 85 | Хотимль-Кузмёнково | деревня | ↘445      | Хотимль-Кузмёнковское сельское поселение |
| 86 | Хотынец            | пгт     | ↘3514     | городское поселение Хотынец              |
| 87 | Хотынец            | село    | ↘176      | Аболмасовское сельское поселение         |
| 88 | Челищево           | деревня | 0         | Меловское сельское поселение             |
| 89 | Чертовое           | деревня | 43        | Меловское сельское поселение             |
| 90 | Шишкино            | деревня | 0         | Хотимль-Кузмёнковское сельское поселение |
| 91 | Ясная Поляна       | посёлок | 4         | Краснорябинское сельское поселение       |
| 92 | Яхонтова           | деревня | 0         | Богородицкое сельское поселение          |

## Экономика
Сельское хозяйство — главная отрасль экономики района. Его специализация:
- Растениеводство: зерновые, сахарная свёкла, корма, рыба.
- Животноводство: молоко, мясо.

Специализация промышленного производства:
- хлебобулочные и макаронные изделия
- цеолитсодержащая продукция (почвоулучшители, минеральная добавка в корм животных)
- добыча цеолита

## Транспорт

### Автомобильный

Стела на трассе

Дороги Хотынецкого района имеют разную классификацию.
Через южную часть проходит федеральная автомобильная трасса Р120 Орёл — Брянск — Смоленск — Рудня — граница с Беларусью.
С северо—востока на юго—запад пролегают региональные дороги:
- 54К-3 Болхов — Р120
- 54К-18 Р120 — Шаблыкино
- 54К-285 улица Батова в Хотынце.

Так же основными дорогами межмуниципального значения являются:
- 54К-294 Успенский — Мымрино — Ильинское — 54К-3
- 54К-298 54К-3 — Льгов
- 54К-381 54К-3 — Грачёвка
- 54К-382 Хотынец — Воейково
- 54К-383 Хотынец — Жудре
- 54К-384 54К-383 — Алехино
- 54К-385 54К-3 — Чертовое
- 54К-386 54К-387 — Никольское
- 54К-387 Хотынец — Сорокина
- 54К-388 54К-3 — Кукуевка
- 54К-392 54К-383 — Назаровка
- 54К-395 Жудре — Радовище
- 54К-396 Радовище — Льгов
- 54К-397 54К-395 — Святой источник
- 54К-398 54К-397 — Старое — граница с Калужской обл.

### Железнодорожный
По территории района пролегает историческая однопутная неэлектрифицированная железнодорожная линия между Орлом и Брянском.
Основной железнодорожный терминал — станция Хотынец. Имеются также станция Одринская и платформы 53 км и 73 км.

### Трубопроводный
Широтно пролегает линия нефтепровода «Дружба», проходящая по южной окраине Хотынца.

## Уроженцы
- Алексей Бадаев
- Пётр Бровичев
- Сергей Пискунов
- Егор Строев

## Достопримечательности
- Жемчужиной Хотынецкого района является Национальный парк Орловское Полесье, образованный по инициативе бывшего губернатора Е. С. Строева 9 января 1994 года.
- Литературно—краеведческий музей «Тургеневское полесье» в селе Ильинское, основанный в 1991 году.